# Bastion von Schönborn

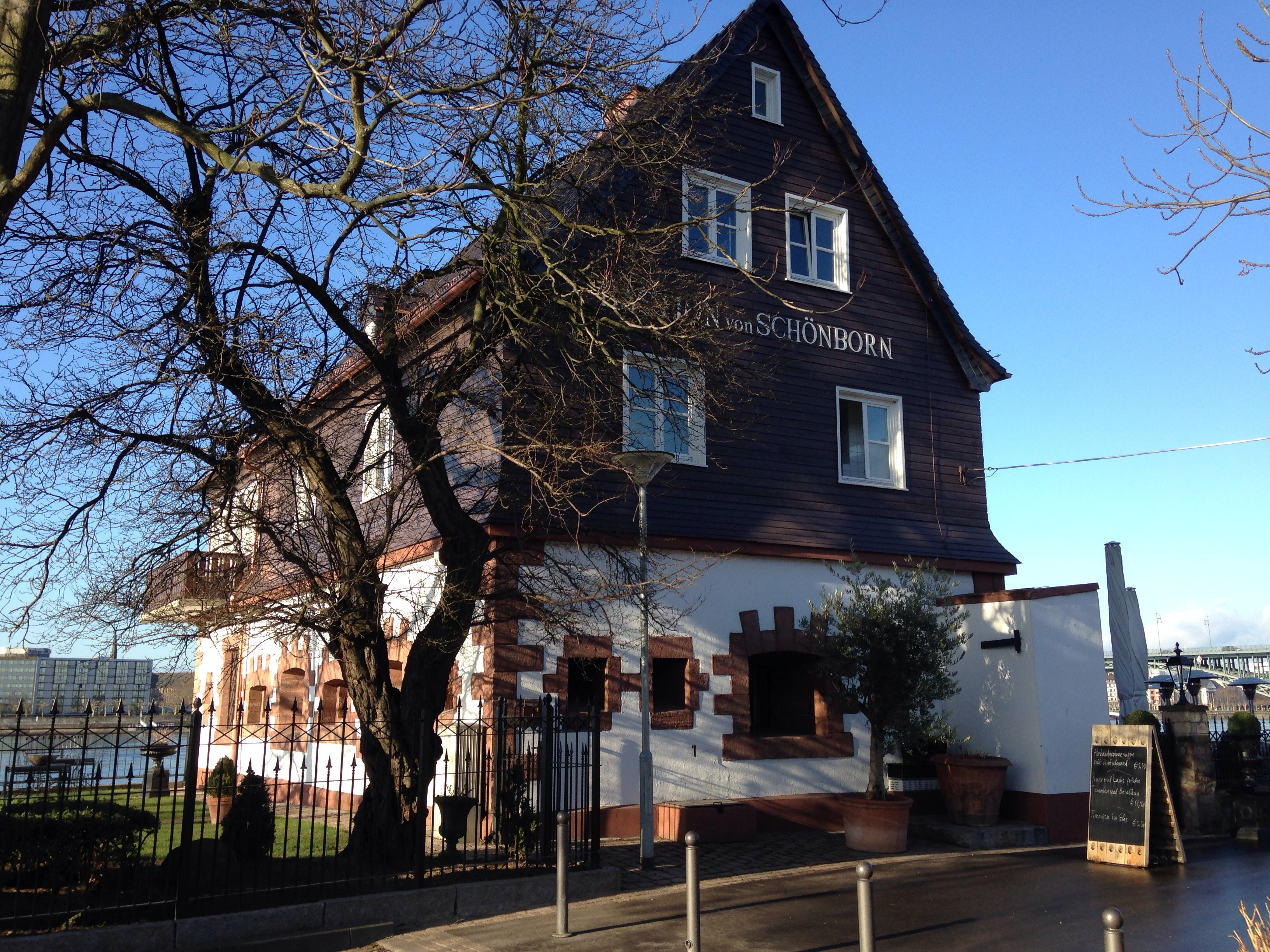
Bastion von Schönborn

Die Bastion von Schönborn ist ein wiederaufgebautes Blockhaus als Teil der ehemaligen Bundesfestung Reduit (Mainz-Kastel) auf der rechten Rheinseite der Festung Mainz. 
Das Bauwerk wurde benannt nach dem Erbauer der nach dem Dreißigjährigen Krieg errichteten vormaligen Mainzer Schiffsbrücke, dem Mainzer Erzbischof Johann Philipp von Schönborn (1605–1673). 
Die Bastion von Schönborn wurde als Vorwerk zeitgleich mit der zwischen 1830 und 1834 errichteten Reduit erbaut. Sie diente dem zusätzlichen Schutz der südöstlichen Flanke von Befestigung und Schiffsbrücke. Zugleich war sie ab 1861 kurzzeitig Anlegestelle für die Trajektboote der Königlichen Eisenbahndirektion Frankfurt, die vor Fertigstellung der Mainzer Südbrücke dem Verkehr zwischen Mainz und dem Kasteler Bahnhof der Taunus-Eisenbahn zur Weiterfahrt nach Frankfurt dienten.
Während des Zweiten Weltkriegs beschädigt, wurde die Anlage in den 1950er Jahren wieder hergerichtet. 1998 wurde das Gesamtareal der Reduit vom örtlichen Geschichtsverein „Gesellschaft für Heimatgeschichte Kastel e.V. (GHK)“ erworben und seitdem weiter entwickelt. Seit 1999 wird in der Bastion von Schönborn ein Restaurant mit Terrasse sowie zusätzlich in den Sommermonaten der Kasteler Strand mit Panoramablick auf die gegenüberliegende Stadt Mainz betrieben.
Im ersten Stock des Gebäudes befindet sich das sogenannte Flößerzimmer, eine als Flößermuseum betriebene Würdigungsstätte dieses alten Berufsstandes mit zahlreichen Exponaten. Der Beruf des Flößers hatte in Kastel eine über 400 Jahre alte Tradition. Über den Main herangebrachte Baumstämme aus dem bayrischen Steigerwald und dem Odenwald wurden hier mit regionalen Hölzern neu gebündelt und dann weiter rheinabwärts geführt.